# 알레산드로 보르기

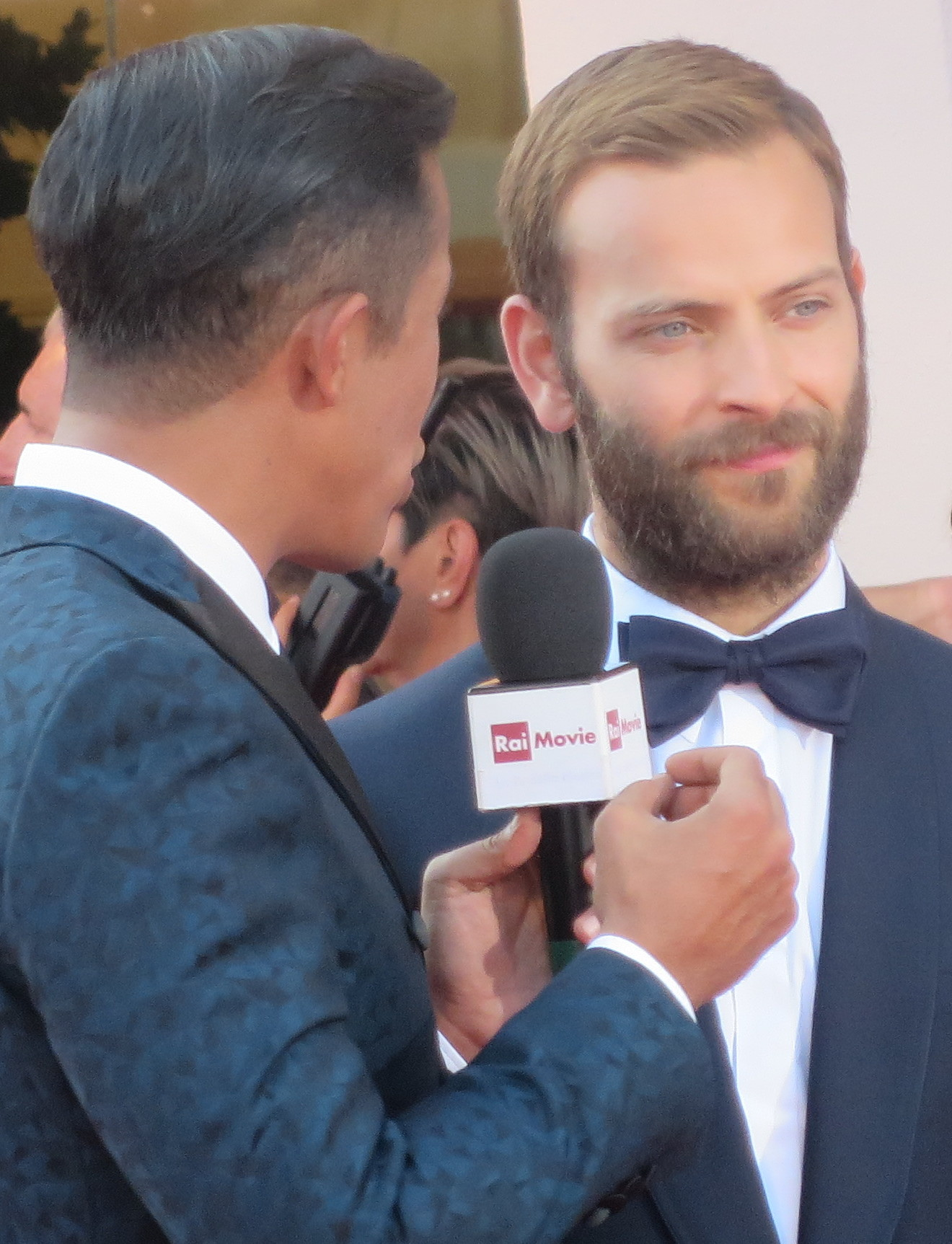

알레산드로 보르기(Alessandro Borghi, 1986년 9월 19일 ~ )는 이탈리아의 배우, 스턴트 배우이다.
로마에서 태어났다.

## 영화
- 퍼스트 킹: 로마 전설의 시작 (2019년) - 레모 역
- 술라 미아 펠레 (2018년)
- 나폴리: 위험한 유혹 (2017년)
- 럭키 (2017년)
- 달리다 (2017년)
- 나에게 꿈이 있어요 (2016년)
- 돈 비 배드 (2015년)
- 수부라 게이트 (2015년) - 넘버 8 역